# سیارک ۸۷۴۳
سیارک ۸۷۴۳ (به انگلیسی: 8743 Keneke، نامگذاری:1998EH12) هشت هزار و هفتصد و چهل و سومین سیارک کشف شده‌است که در ۱ مارس ۱۹۹۸ کشف شد.
قدر مطلق سیارک برابر ۱۱٫۵۰ است.